# Den Gamle Fabrik
Den Gamle Fabrik är en dansk livsmedelstillverkare som ägs av den norska livsmedelskoncernen Orkla, och som har sina fabriker på nordvästra Själland, där de har legat sedan 1998. Ursprunget var en restaurang med rötter från 1834, som sedermera etablerade en marmeladfabrik. Varumärket började användas 1979.
Den Gamle Fabrik är ett varumärke som använts för företagets produkter som marmelad och saft.